# Arenetra criddlei
Arenetra criddlei är en stekelart som beskrevs av Henry Keith Townes, Jr. 1978. Arenetra criddlei ingår i släktet Arenetra och familjen brokparasitsteklar. Inga underarter finns listade.